# Antz
Antz is een Amerikaanse met de computer geanimeerde film uit 1998, geproduceerd door DreamWorks. De film werd geregisseerd door Eric Darnell. De stemmen van de personages werden ingesproken door enkele bekende acteurs zoals Woody Allen, Sharon Stone, Jennifer Lopez, Sylvester Stallone, Dan Aykroyd, Anne Bancroft, Gene Hackman, Christopher Walken, en Danny Glover.

## Verhaal
De film speelt zich af in en rond een mierenkolonie in Central Park in New York. Een van de mieren in deze kolonie is Z-4195, door zijn vrienden gewoon "Z" genoemd. Hij is een neurotische en individuele mier die zich staande probeert te houden in de grote kolonie waarin iedereen bij geboorte een positie toebedeeld heeft gekregen, niemand aan zichzelf denkt en alles gedaan wordt voor het algemeen belang. Hij droomt van een betere plaats waar hij zichzelf kan zijn. In een bar hoort hij een paar insecten praten over het hemelse "Insectopia". Z raakt ervan overtuigd dat deze plaats echt bestaat, en maakt het zijn missie Insectopia te vinden.
Diezelfde nacht besluit de prinses van de kolonie, Bala, eens uit de band te springen door het paleis te verlaten en de bar van de “gewone werkers” op te zoeken. Hier ontmoet ze Z, die geen idee heeft wie ze werkelijk is. Samen brengen ze de avond door met dansen, en Z wordt stapelverliefd op Bala. Wanneer hij haar ware identiteit ontdekt, smeekt hij zijn beste vriend Weaver (een soldaatmier) om met hem van plek te ruilen zodat hij in zijn plaats naar de koninklijke inspectie van de troepen kan gaan en zo Bala weer kan ontmoeten. Hoewel dit een zware misdaad is, gaat Weaver akkoord. Geen van beide is zich ervan bewust dat de militaire dictator van de kolonie, Generaal Manible, in het geheim het plan heeft gesmeed om het aan de koningin trouw zijnde deel van het koninklijke leger op een zelfmoordmissie te sturen door een oorlog te beginnen met een termietenkolonie. Zo blijven slechts soldaten over die trouw zijn aan hem. Dit als onderdeel van zijn plan om de koningin te onttronen, en zijn idee van de “perfecte kolonie” uit te voeren.
Z, die denkt enkel voor de inspectie naar het paleis te gaan, wordt meegestuurd de oorlog in. Gelukkig voor Z wordt hij in bescherming genomen door de soldaat Barbatus. Z overleeft als enige de veldslag. De stervende Barbatus geeft Z nog het advies mee zijn hart te volgen en niet blindelings commando’s op te volgen zoals hij deed. Z keert terug naar de kolonie, waar hij als oorlogsheld wordt onthaald. Generaal Mandible is geschrokken en woedend dat een soldaat nog in leven is, daar dit zijn plan kan verstoren. Wanneer Z wordt voorgesteld aan de koningin, herkent Bala hem als de gewone werkmier die hij werkelijk is. Z wordt beschuldigd van verraad daar hij zich als soldaat voordeed, en de generaal geeft het bevel hem te arresteren. Z doet alsof hij de prinses gijzelt om te ontkomen, en samen vluchten ze de kolonie uit. Bala laat zich door Z overhalen om met hem naar Insectopia te gaan.
Het verhaal over Z doet zich als een lopend vuurtje ronde in de kolonie, en de werkers beginnen allemaal hun interesse in het werk te verliezen. Ze beginnen een protest waarin ze individualisme en een eigen keus eisen. Generaal Mandible weet de situatie te bedaren door te liegen dat Z niets geeft om de andere mieren, en dat hij de werkers een dagje vrij zal geven om de openingsceremonie van de grote tunnel (die op dat moment gegraven wordt) bij te wonen. Mandible ziet Weaver tussen de werkers staan, en beveelt hem naar zijn kantoor te komen.
In het kantoor laat hij Weaver martelen, en ontdekt zo dat Z naar Insectopia is gevlucht. Mandible stuurt kolonel Cutter achter Z en Bala aan met het doel Bala terug te halen en Z te vermoorden. Z en Bala hebben ondertussen Insectopia gevonden, wat aan de voet van een vuilnisbak blijkt te liggen, waar de parkbezoekers halfopgegeten voedsel achterlaten waar insecten op afkomen. Bala begint nu ook gevoelens te ontwikkelen voor Z, maar Cutter komt tussenbeide en neemt Bala mee. Z kan ontsnappen, en keert terug naar de kolonie om Bala te redden. In de kolonie wordt Bala naar de generaal gebracht, die eindelijk zijn plan onthult. De grote tunnel leidt in werkelijkheid naar een meer, en zodra hij klaar is, zal een groot deel van de kolonie onder water lopen. Mandible heeft expres alle werkers toestemming gegeven naar de opening te komen zodat alle “zwakkelingen” in een keer zullen worden weggespoeld en alleen de sterkste mieren (de aan hem trouw zijnde soldaatmieren) overblijven voor Mandibles perfecte kolonie. Door Bala te dwingen met de generaal te trouwen zal ze als nieuwe koningin voor nieuw nageslacht zorgen.
Z keert terug, redt Bala, en samen haasten ze zich naar de centrale zaal waar de koningin net een toespraak geeft voor alle werkers die de grote tunnel hebben gebouwd. Bala en Z proberen in te grijpen, maar het is al te laat. De tunnel is compleet en het water begint de zaal al te vullen. Tevens heeft Mandible alle uitgangen af laten sluiten. Z roept de mieren op een ladder te vormen zodat ze via het plafond kunnen ontsnappen. Net als Mandible buiten zijn troepen vertelt dat het plan is geslaagd, breekt Z door de grond naar buiten. Mandible probeert Z te vermoorden, maar Cutter (die al langer twijfelde aan Mandibles plan) komt tussenbeide en biedt Z en de andere mieren de helpende hand. Woedend stormt Mandible op Cutter af, maar Z duwt Cutter aan de kant en Mandible valt in het open gat, zijn dood tegemoet.
Z wordt als held onthaald en trouwt met Bala. De kolonie wordt hersteld en Cutter wordt de nieuwe generaal.

## Rolverdeling

### Engelse cast
| Acteur             | Personage        |
| ------------------ | ---------------- |
| Woody Allen        | Z                |
| Sharon Stone       | Princess Bala    |
| Gene Hackman       | General Mandible |
| Jennifer Lopez     | Azteca           |
| Sylvester Stallone | Weaver           |
| Christopher Walken | Colonel Cutter   |
| Dan Aykroyd        | Chip             |
| Anne Bancroft      | The Queen        |
| Jane Curtin        | Muffy            |
| Grant Shaud        | The Foreman      |
| Danny Glover       | Barbatus         |

### Nederlandse cast
- Fred Delfgaauw - Z
- Victor van Swaay - Z's Psychiater
- Hans Hoekman - Barbatus

## Achtergrond

### Filmreferenties
De film bevat referenties naar, en parodieën op verschillende bekende films, zoals:
- The Mask of Zorro - de scène waarin de werkers bij hun protest om Z roepen.
- Titanic - de overstroming bevat scènes die duidelijk op deze film zijn gebaseerd.
- Star Wars: Episode IV: A New Hope - de dialoog van Z nadat Bala hem een idioot noemt, is gebaseerd op een zin van Obi-Wan Kenobi.
- Star Wars: Episode V: The Empire Strikes Back - Bala en Z gebruiken dezelfde tekst als Leia Organa en Han Solo.
- Pulp Fiction - de dansscène tussen Z en Bala is overgenomen uit deze film.
- Independence Day - De manier waarop de mieren reageren op het vergrootglas boven hen, kort voordat ze erdoor worden verbrand, is gelijk aan de reacties van de mensen op de ruimteschepen in deze film.
- Godzilla - de scène waarin Z en Bala vast komen te zitten onder de schoen van een voorbijlopend mens is gebaseerd op deze film, vooral in het feit dat men alleen de benen van het mens ziet en deze in slow-motion bewegen.
- Metropolis - Generaal Mandible' plan om de kolonie onder water te zetten en zo de werkers te verdrinken is gelijk aan Rotwangs plan om de ondergrondse stad te overstromen in de film Metropolis.

### Ontvangst
De bioscoopuitgave van Antz werd grotendeels overschaduwd door Pixars A Bug's Life. Deze film, eveneens een computeranimatie over mieren, kwam een maand later in de bioscopen. Antz kreeg een PG-beoordeling, daar men de film minder geschikt vond voor kinderen dan A Bug's Life. De film behandelde namelijk wat meer complexere thema’s (zoals oorlog) en was realistischer.
Ondanks het grotere succes van A Bug's Life, prezen critici Antz met positieve reviews. Vooral de visuele beelden en het stemwerk werden geprezen.

## Prijzen en nominaties
In 1999 werd Antz genomineerd voor 10 prijzen, waarvan hij er drie won.
- De ASCAP Award voor Top Box Office Films - gewonnen
- Vier Annie Awards:
  - Outstanding Individual Achievement for Directing in an Animated Feature Production
  - Outstanding Individual Achievement for Music in an Animated Feature Production
  - Outstanding Individual Achievement for Production Design in an Animated Feature Production
  - Outstanding Individual Achievement for Writing in an Animated Feature Production
- De BAFTA Film Award voor beste speciale effecten.
- De BMI Film Music Award (Harry Gregson-Williams) - gewonnen
- Twee Golden Reel Awards:
  - Best Sound Editing - Music - Animated Feature - gewonnen
  - Best Sound Editing - Animated Feature
- De Golden Satellite Award voor Best Motion Picture - Animated or Mixed Media.

## Trivia
- Woody Allen nam al zijn tekst in vijf dagen op.
- De geluidseffecten die te horen zijn wanneer de mieren worden geroosterd door het vergrootglas komen uit de War of the Worlds-film uit 1953.